# Domitien Ndihokubwayo
Domitien Ndihokubwayo, né le 4 octobre 1966, est un homme politique burundais. Il a été ministre des Finances dans le gouvernement du Premier ministre Alain-Guillaume Bunyoni de 2016 à 2022.

## Biographie
Domitien Ndihokubwayo est né le 4 octobre 1966 dans la province de Ngozi au Burundi. Il est membre du parti politique CNDD-FDD au Burundi. Avant de devenir ministre des Finances, Ndihokubwayo était responsable de l'Office burundais des recettes (OBR). Ndihokubwayo a été ministre des Finances dans le gouvernement du Premier ministre Alain-Guillaume Bunyoni de 2016 à 2022. Il a succédé à Tabu Abdallah dans ce rôle. Durant son mandat de ministre des Finances, Ndihokubwayo a également présidé le Caucus africain du Fonds monétaire international.